# Lawrence Creek (Oklahoma)
Lawrence Creek es un pueblo ubicado en el condado de Creek en el estado estadounidense de Oklahoma. En el año 2010 tenía una población de 149 habitantes y una densidad poblacional de 87,65 personas por km².

## Geografía
Lawrence Creek se encuentra ubicado en las coordenadas 36°5′4″N 96°25′14″O / 36.08444, -96.42056 (36.084402, -96.420441).

## Demografía
Según la Oficina del Censo en 2000 los ingresos medios por hogar en la localidad eran de $24,583 y los ingresos medios por familia eran $28,750. Los hombres tenían unos ingresos medios de $24,286 frente a los $15,781 para las mujeres. La renta per cápita para la localidad era de $9,957. Alrededor del 2.9% de la población estaban por debajo del umbral de pobreza.